# Suspicion (serie televisiva)
Suspicion è una serie televisiva americana trasmessa da NBC dal 1957 al 1958. Il produttore esecutivo era il regista Alfred Hitchcock.
La serie, divisa in 40 episodi, metà in diretta e metà in film.
Gli spettacoli, spesso riguardanti omicidi e crimini, erano progettati per destare sospetti e incutere paura nel pubblico.
La serie era inizialmente presentata dall'attore Dennis O'Keefe e successivamente, nel 1958, da Walter Abel. Il primo episodio Four O'Clock, diretto da Alfred Hitchcock, fu trasmesso il 30 settembre 1957
Alcuni tra gli attori apparsi nella serie: Claudette Colbert, Bette Davis, Eli Wallach, Roddy McDowall, Cathleen Nesbitt, James Daly, E.G. Marshall, Ross Martin, Harry Dean Stanton, Edmond O'Brien e Joanne Linville.

## Episodi
Episodi a film
Episodi live
- 1:  1 Four O'Clock: E.G. Marshall dir: Alfred Hitchcock (da una storia Cornell Woolrich)
- 1: 2 Murder Me Gently
- 1:  3 The Other Side of the Curtain: Donna Reed, Jeff Richards dir: James Neilson (da una storia di Helen McCloy)
- 1: 4 Hand in Glove
- 1:  5 The Story of Marjorie Reardon: Margaret O'Brien, Rod Taylor, Henry Silva, Michael Landon dir: John Brahm (da una storia di Susan Seavy)
- 1: 6 Diary for Death
- 1:  7 Heartbeat: David Wayne, Pat Hingle, Barbara Turner, Warren Beatty, Frank Campanella dir: Robert Stevens (da una storia di Terence John)
- 1: 8 The Sparkle of Diamonds
- 1:  9 The Flight: Audie Murphy dir: James Neilson
- 1:10 Rainy Day: Robert Flemyng, George Cole, John Williams, Tom Conway dir: James Neilson (scritto da Michael Pertwee, da una storia di W. Somerset Maugham)
- 1:11 The Deadly Game
- 1:12 Doomsday: Dan Duryea, Robert Middleton, Charles Bronson dir: Bernard Girard (scritta da Sy Bartlett)
- 1:13 The Dark Stairway
- 1:14 Someone Is After Me [probabilmente perduto]: Patricia Neal, Lee Bowman dir: David Greene (da una storia di Robert Soderberg)
- 1:15 Lord Arthur Savile's Crime: Ronald Howard, Rosemary Harris, Gladys Cooper, Sebastian Cabot, Melville Cooper dir: Robert Stevens (da una storia di Oscar Wilde)
- 1:16 End in Violence
- 1:17 Comfort for the Grave: Paul Douglas, Jan Sterling, Anthony Caruso dir: Jules Bricken (da una storia di Richard Deming)
- 1:18 Meeting in Paris: Rory Calhoun, Jane Greer, Walter Abel dir: James Neilson (da una storia di Elliot West)
- 1:19 A Touch of Evil: Harry Guardino, Audrey Totter, Bethel Leslie, John Carradine dir: John Brahm
- 1:20 If I Die before I Live [probabilmente perduto]: Edith Adams, James Gregory dir: Frank P. Rosenberg (da una storia di James P. Davis)
- 1:21 The Hollow Man
- 1:22 A World Full of Strangers
- 1:23 The Eye of Truth: Joseph Cotten, George Peppard, Leora Dana dir: Robert Stevens (scritta da Eric Ambler)
- 1:24 The Voice in the Night: Barbara Rush, James Donald, Patrick Macnee, James Coburn dir: Arthur Hiller  (non ufficiale) (da una storia di William Hope Hodgson)
- 1:25 Diagnosis: Death
- 1:26 The Bull Skinner: Rod Steiger, John Beal, Sallie Brophy dir: Lewis Milestone (scritto da Ernest Kinoy)
- 1:27 The Girl Upstairs
- 1:28 Fraction of a Second: Bette Davis, Barry Atwater, Marian Seldes, Judson Pratt dir: John Brahm (da una storia di Daphne du Maurier)
- 1:29 The Way up to Heaven: Marion Lorne, Sebastian Cabot, Patricia Smith, dir: Herschel Daugherty (da una storia di Roald Dahl)
- 1:30 The Woman with Red Hair
- 1:31 Protégé: Agnes Moorehead, Phyllis Love, William Shatner, Jack Klugman, dir: Jules Bricken (scritto da Richard Berg)
- 1:32 The Velvet Vault
- 1:33 The Slayer and the Slain
- 1:34 Death Watch: Edmond O'Brien, Janice Rule, Herb Ellis, dir: Ray Milland (scritto da John and Ward Hawkins)
- 1:35 The Man with the Gun
- 1:36 The Woman Turned to Salt: Michael Rennie, Pamela Brown, Susan Oliver, Rafael Campos, Pat Hitchcock dir: Robert Stevens (da una storia di F. Tennyson Jesse)
- 1:37 Eye for an Eye: Ray Milland, Macdonald Carey dir: Jules Bricken (dal romanzo di Leigh Brackett)
- 1:38 Return from Darkness
- 1:39 The Devil Makes Three
- 1:40 The Imposter
- 1:41 The Death of Paul Dane
- 1:42 The Last Town Car: Claudette Colbert, Kent Smith dir: Herschel Daugherty (da una storia di Virginia Claiborne Orr)